# Жилинская городская книга

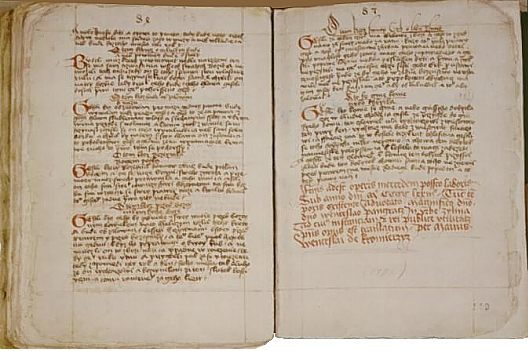
Жилинская книга.

Жилинская городская книга или Жилинская книга — юридическо-лингвистический памятник, написанный в 1378—1561 гг. на территории Словакии.
Книга состоит из трёх частей:
- Текст магдебургского городского права 1378 года.
- Перевод текста на словакизированный чешский язык 1473 года.
- 117 различных текстов 1380—1561 гг. на латинском, немецком и (с 1451 года) словакизированном чешском языках. Тексты на словакизированном чешском языке содержат множество элементов словацких диалектов того времени, использовавшихся в окрестностях города Жилина. Текст 1451 года некоторыми авторами считается старейшим сохранившимся «книжным текстом» на словацком языке.

Книга содержит 149 листов, написана от руки и имеет кожаный переплёт.
В 1988 году книга была объявлена национальным памятником культуры.